# Kriegerdenkmal Badel
Das Kriegerdenkmal Badel ist ein denkmalgeschütztes Kriegerdenkmal im Ortsteil Badel der Stadt Kalbe (Milde) in Sachsen-Anhalt. Im örtlichen Denkmalverzeichnis ist das Kriegerdenkmal unter der Erfassungsnummer 094 61211 als Kleindenkmal verzeichnet.

## Allgemeines
Das Kriegerdenkmal Badel, an der Dorfstraße im nördlichen Teil des Ortes, ist eine Stele auf einem mehrstufigen Sockel, die für die gefallenen Soldaten des Ersten Weltkriegs errichtet wurde. Gekrönt wird das Denkmal von einem Eisernen Kreuz. Im oberen Teil befindet sich eine Inschrift und darunter ein eingelassenes Metallbild mit einem Soldaten, der sich einen Stahlhelm vor die Brust hält und auf ein Grab mit Kranz und Kreuz herunter sieht. Auf der linken und rechten Seite des Denkmals wurden Gedenktafeln für die Gefallenen des Ersten Weltkriegs angebracht. Am Sockel wurde nach 1945 eine Gedenktafel für die Gefallenen des Zweiten Weltkriegs angebracht.
Im Kreisarchiv des Altmarkkreises Salzwedel ist die Ehrenliste der Gefallenen des Ersten Weltkriegs erhalten geblieben. In der Dorfkirche Badel sind Ehrentafeln für die Gefallenen und Kriegsteilnehmer des Ersten Weltkriegs. Auf dem örtlichen Friedhof sind ein Grab und mehrere Gedenksteine erhalten geblieben.

## Inschrift
Erster Weltkrieg
Zweiter Weltkrieg